# 獣型類
獣型類（じゅうけいるい、学名：Theriiformes）は、哺乳綱の一群。分類体系によっては獣型亜綱とされることもある。1988年に多丘歯目と獣亜綱からなるクレードとして定義された。原獣亜綱（単孔目）などを除いた大部分の哺乳類がこのクレードに属し、胎生を共有派生形質とする。